# Conselho de Portugal

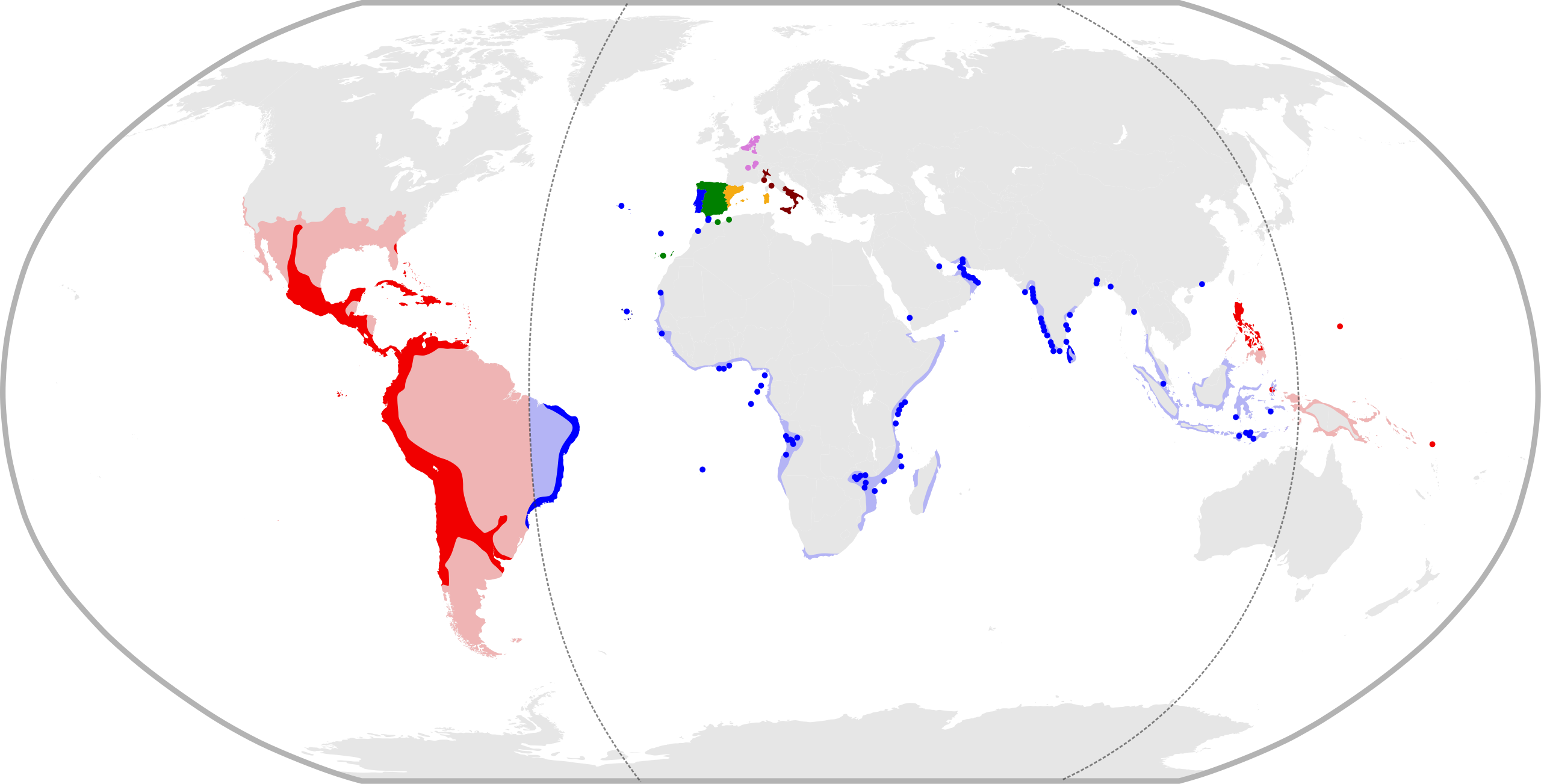
Mapa do Império Hispano-Português em 1598.
Territórios administrados pelo Conselho de Castela
Territórios administrados pelo Conselho de Aragão
Territórios administrados pelo Conselho de Portugal
Territórios administrados pelo Conselho da Itália
Territórios administrados pelo Conselho das Índias
Territórios nomeados para o Conselho de Flandres

O Real e Supremo Conselho de Portugal ou simplesmente Conselho de Portugal constituía, a seguir ao próprio Rei, o mais alto órgão de governo do Reino de Portugal, no âmbito da União Ibérica. Estava sediado em Madrid e tinha competência sobre todos os territórios da Coroa de Portugal, tanto da Europa como do Ultramar.
O Conselho de Portugal foi criado pelo Rei Filipe I de Portugal (Filipe II de Espanha) em 1582, na sequência do seu compromisso, assumido perante as Cortes de Tomar, em como garantiria a autonomia de Portugal como nação soberana e independente, administrada pelos seus naturais, apesar da união pessoal com as restantes coroas ibéricas. A sua finalidade era a de assessorar o Rei relativamente à boa administração dos territórios portugueses, a de fazer a ligação entre a corte em Madrid e os órgãos de governo sediados em Lisboa e, sobretudo, a de controlar a utilização da importante Marinha Portuguesa em proveito do Império Espanhol.
O Conselho de Portugal inseria-se no sistema polisidonial de administração da Monarquia Católica, no qual o governo de cada uma das parcelas da Coroa Espanhola era da competência de um conselho territorial, no qual o Rei delegava alargados poderes de administração. Assim, existiam os conselhos de Castela, de Aragão, de Portugal, da Itália, das Índias e da Flandres. No entanto, apesar de ter competências sobre assuntos militares que os outros não tinham, na generalidade as competências do Conselho de Portugal eram inferiores às dos restantes conselhos territoriais. Por um lado, não era um órgão judicial como aqueles e por outro as suas deliberações estavam sujeitas à aprovação de vários órgãos de soberania sediados em Lisboa, como o Conselho de Estado e o Conselho da Fazenda.
Todos os membros do Conselho de Portugal eram portugueses. Neles, incluía-se um chanceler-mor, um vedor da fazenda, dois desembargadores do Paço e quatro escrivães.
Em 1639, no reinado de Filipe III de Portugal (IV de Espanha) e em vésperas da Restauração da Independência, foi criada a Junta de Inteligências de Portugal ou simplesmente Junta de Portugal, que substituiu o Conselho de Portugal. Em 1658, a Junta de Portugal foi retransformada em Conselho de Portugal, nos moldes anteriores.
Depois da Restauração em 1640, o Conselho de Portugal (Junta até 1658) continuou a existir até ser dissolvido quando do reconhecimento da independência de Portugal por parte do Rei de Espanha, em 1668. Durante este período, o Conselho ocupou-se exclusivamente dos assuntos relacionados com os portugueses que se mantiveram leais ao Rei de Espanha e da administração de Ceuta, o único território da Coroa de Portugal que se manteve sob controlo espanhol.